# Lucilia bazini
Lucilia bazini är en tvåvingeart som beskrevs av Seguy 1934. Lucilia bazini ingår i släktet Lucilia och familjen spyflugor. Inga underarter finns listade i Catalogue of Life.